# Philautus surdus
Espèce
Synonymes
- Polypedates surdus Peters, 1863
- Philautus williamsi Taylor, 1922
- Rhacophorus lissobrachius Inger, 1954

Statut de conservation UICN

 LC  : Préoccupation mineure
Philautus surdus est une espèce d'amphibiens de la famille des Rhacophoridae.

## Répartition
Cette espèce est endémique des Philippines. Elle se rencontre sur les îles de Luçon, de Polillo, de Bohol et de Mindanao.

## Publication originale
- Peters, 1863 : Fernere Mittheilungen über neue Batrachier. Monatsberichte der Königlich Preussischen Akademie der Wissenschaften zu Berlin, vol. 1863, p. 445-470 (texte intégral).